# Förster

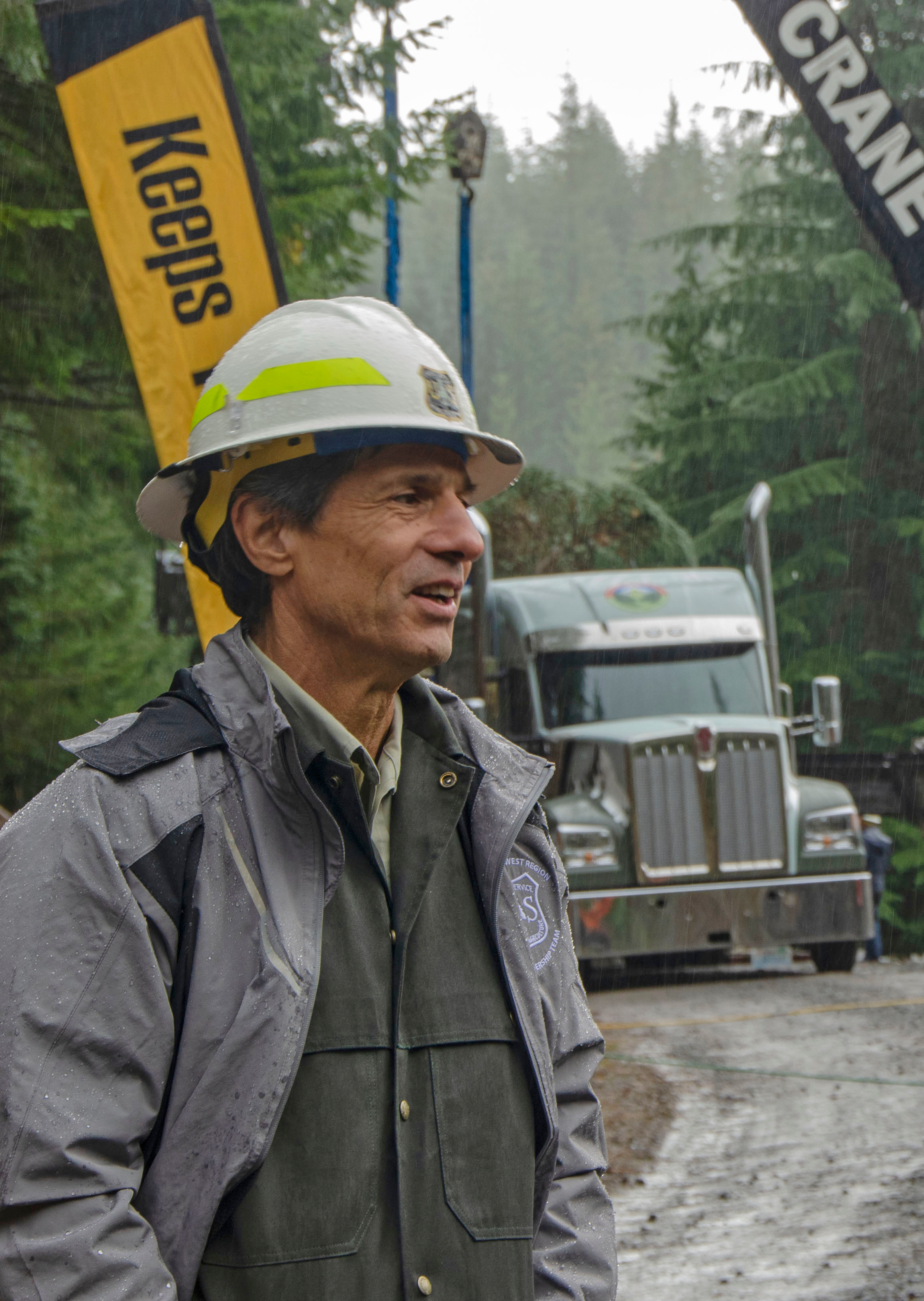
Förster Glenn Casamassa, U.S. Forest Service, beim Beaufsichtigen von Fällung und Abtransport des Weihnachtsbaums für das US-Kapitol, 2018

Förster ist eine Berufsbezeichnung für Personen, die in leitender Funktion für die Verwaltung und Bewirtschaftung des Waldes verantwortlich sind. Die Bezeichnung wird insbesondere für Forstrevierleiter verwendet, im weiteren Sinne bezieht er sich auch auf andere Personen im Forstdienst mit entsprechender forstfachlicher Qualifikation, wie etwa Forstbetriebsleiter oder staatliche Forstamtsleiter.
In der Schweiz gibt es Förster HF mit Lehrabschluss plus Fachschulabschluss sowie Forstingenieure mit Bachelorabschluss. In Deutschland und Österreich wird zwischen gehobenem Forstdienst (z. B. Forstrevierleiter) und höherem Forstdienst (z. B. Forstamtsleiter) unterschieden. Ein Forstakademiker im höheren Forstdienst heißt in Österreich Forstwirt.

## Aufgaben

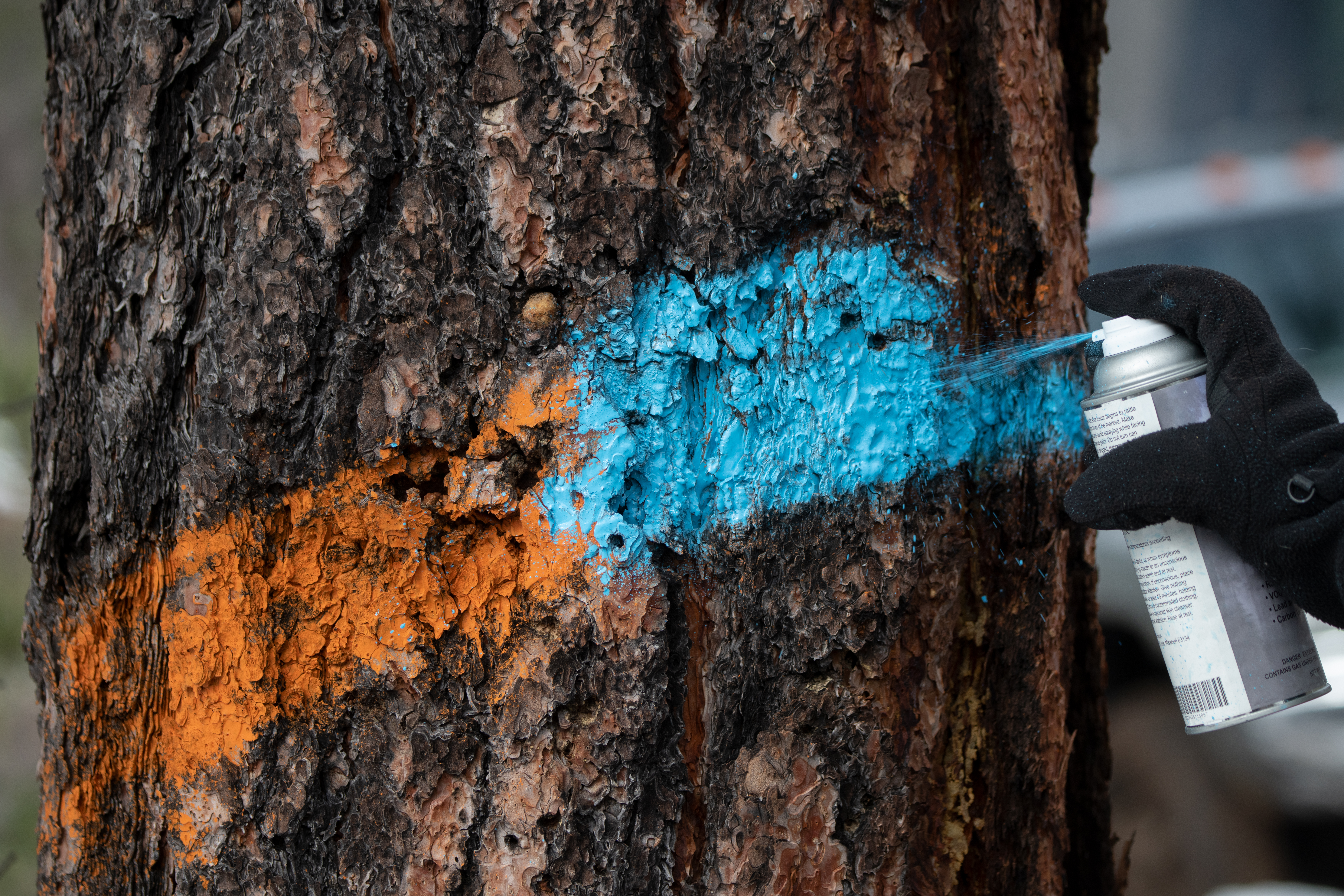
Auszeichnen von Bäumen bzw. Waldbeständen für Fällung (Negativauszeichnung) oder Schutz (Positivauszeichnung)

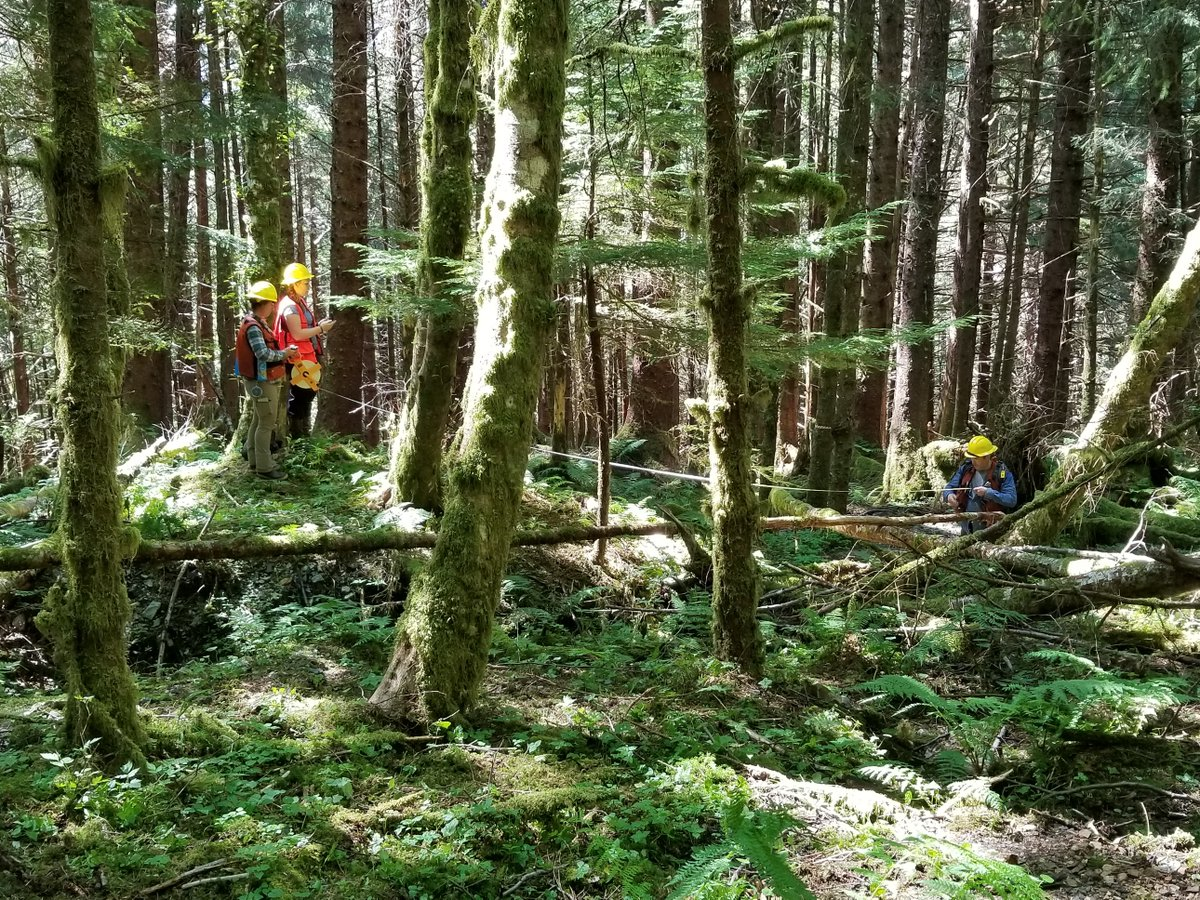
Erfassung von Naturverjüngung nahe Ketchikan, Alaska

Förster sind zuständig für die zusammengefasst als Forstwirtschaft bezeichnete Verwaltung und nachhaltige Nutzung des Waldes sowie – je nach Jurisdiktion – auch des darin vorkommenden Wildes. Der Fokus ihrer Arbeit und das Ausmaß ihrer Kompetenzen variiert dabei in Abhängigkeit der Zielvorgaben des jeweiligen Waldbesitzers bei der Gewichtung der wirtschaftlichen, ökologischen und sozialen Funktionen des Waldes sowie je nach Art ihres Dienstverhältnisses (Privatwirtschaft versus Staatsdienst).

## Begriffsgeschichte
Seit der Zeit der Römer gab es in Germanien ein Verwaltungssystem für Ländereien, aus dem im frühen Mittelalter eine dem König unterstellte Gutsverwaltung hervorging. Diesen Gütern (villa) stand in der Regel ein Amtmann (iudex) vor. Der iudex überwachte den Schutz des königlichen Waldbesitzes (forestis), plante den Nutzholzverkauf, das Eintreiben von Steuern sowie Abgaben und beaufsichtigte das Forstpersonal (forestarius).

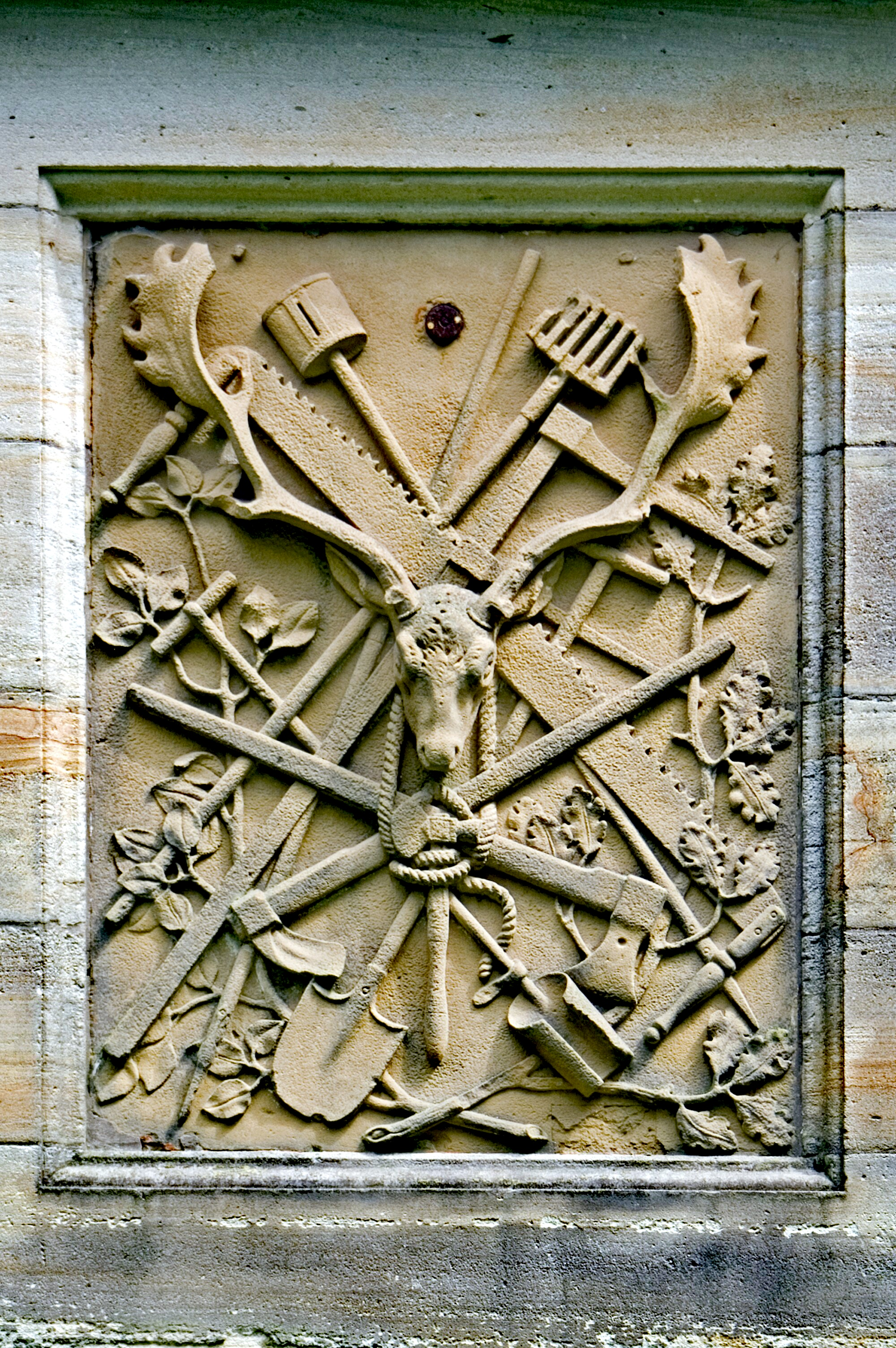
Insignien des Forstberufs auf dem Hartig-Denkmal in Darmstadt

Während Forst- und Jagdverwaltung im Mittelalter noch getrennt waren, kam es ab dem 17. Jahrhundert zu einer Verschmelzung der beiden Berufsgruppen. Die Entwicklung der deutschen Bezeichnungen der für den Wald zuständigen Beamten lässt sich beispielhaft beim Königreich Preußen nachvollziehen. Dort trugen diese königlichen Forstbeamten noch in der ersten Hälfte des 18. Jahrhunderts die Bezeichnungen „Heidewärter“, „Heideläufer“ und „Heidereiter“. Die dazugehörige Dienstwohnung hieß „Heidehaus“ oder „Heidereiterei“. Für den im Jahr 1727 noch als „Heideläufer“ benannten Beamten taucht ab 1740 die Bezeichnung „Gehender Förster“ und ab 1742 die Bezeichnung „Unterförster“ auf. Analoges gilt für den „Heidereiter“. Der im Jahr 1736 als „Heidereiter“ angesprochene Beamte trägt ab 1740 die Bezeichnung „Reitender Förster“, ab 1745 wird er als „Oberförster“ tituliert.

## Ausbildung

### Deutschland

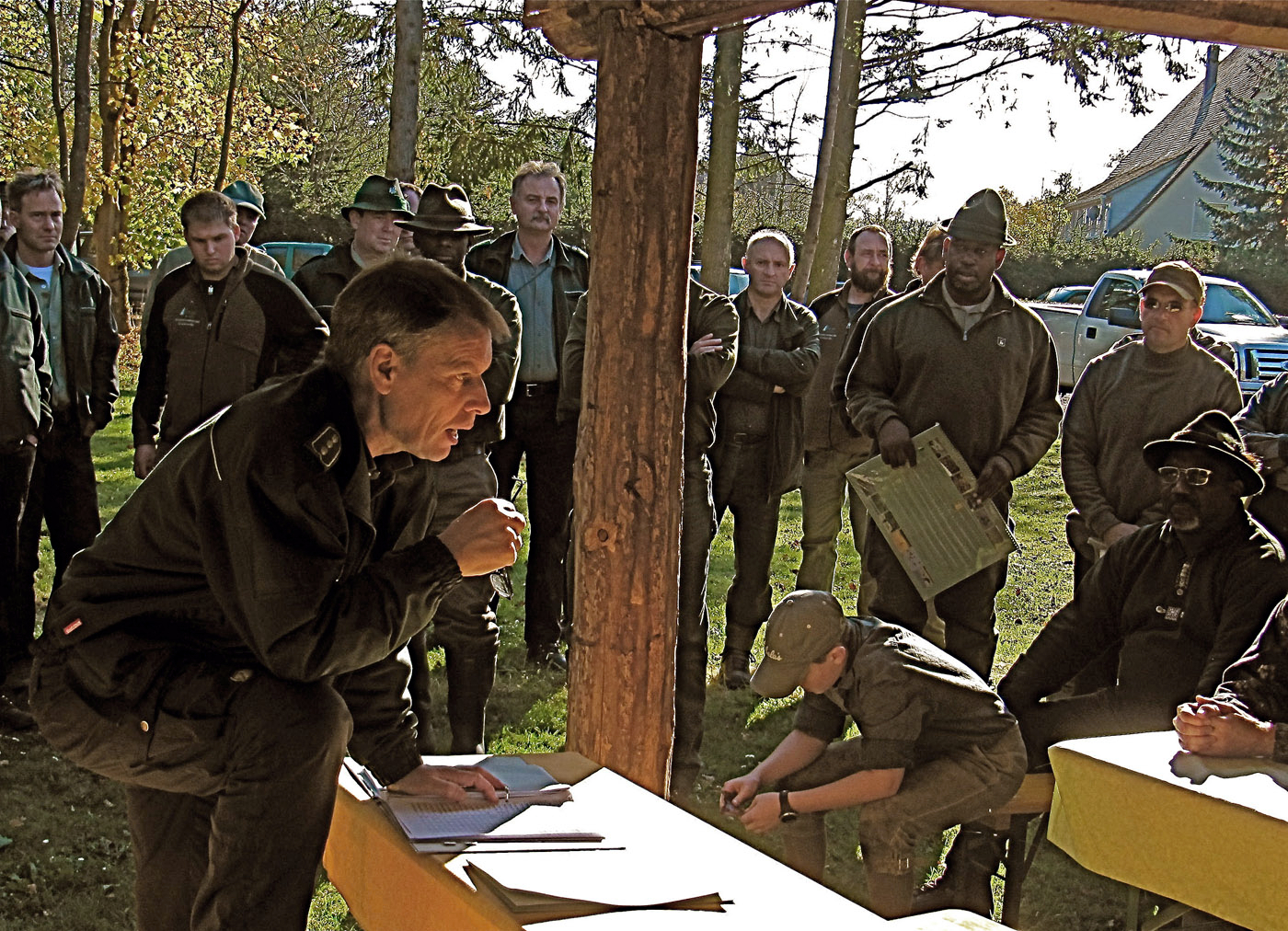
Forstdirektor Ulrich Maushake (links im Vordergrund), Leiter des Bundesforstamtes Grafenwöhr, bei der Einweisung der Schützen vor einer Drückjagd auf dem Truppenübungsplatz Grafenwöhr

Für das Berufsziel Förster braucht es in Deutschland ein abgeschlossenes Studium der Forstwirtschaft an einer Fachhochschule (FH) oder der Forstwissenschaft an einer Universität. Nach dem Studium kann sich eine Ausbildungszeit im Staatsdienst anschließen. Diese endet mit der staatlichen Laufbahnprüfung für den gehobenen als Forstinspektor oder für den höheren Dienst als Forstassessor. Eingangsvoraussetzung im ersteren Fall ist Dipl.-Ing. Forstwirtschaft (FH) oder Bachelor, anderenfalls Diplomforstwirt (Universität) oder Master. Forstwirte, Forsttechniker oder Forstwirtschaftsmeister können auf Wunsch des Waldbesitzers als Förster eingesetzt werden, allerdings wird meist auch im Privatwald die im öffentlichen Waldbesitz zwingende Befähigung zum gehobenen Forstdienst (Laufbahnprüfung) erwartet.
Da für Förster die Ausübung und Organisation der Jagd oftmals zu den dienstlichen Aufgaben zählt, insbesondere bei Beschäftigten auf der Ebene der Forstrevierleiter, ist der Jagdschein und praktische Erfahrung bei der Jagd in den meisten Forstverwaltungen eine Einstellungsvoraussetzung.
Mitgliederstärkster Berufsverband für Förster in Deutschland ist der Bund Deutscher Forstleute im Deutschen Beamtenbund und Tarifunion. Eine weitere Gewerkschaft und Tarifpartner ist die Industriegewerkschaft Bauen-Agrar-Umwelt (IG BAU). In diesen Verbänden organisieren sich Forstleute, Forstwirte und Forstwirtschaftsmeister, aber auch Verwaltungsmitarbeiter, Waldpädagogen und andere im Wald beschäftigte Personen.

### Österreich
Um Förster in Österreich zu werden, muss die Höhere Bundeslehranstalt für Forstwirtschaft Bruck an der Mur absolviert werden. Die Ausbildungszeit von fünf Jahren schließt mit einer Reife- und Diplomprüfung ab. Anschließend muss eine zweijährige Praxis als Forstadjunkt unter einem leitenden Forstorgan nachgewiesen werden. Nach Ablegung der Staatsprüfung für den leitenden Forstdienst (Staatsprüfung für den Försterdienst) ist der »Förster« berechtigt, eigenverantwortlich eine Waldfläche bis zu 3600 Hektar zu bewirtschaften.
Der Staat verpflichtet – als einziger in der Europäischen Union – seine Waldbesitzer, staatlich geprüfte, hauptberuflich tätige Forstleute, die leitenden Forstorgane, zu bestellen. Das „Forstgesetz 1975“ verpflichtet mit §113 in der gültigen Fassung, die Eigentümer von Wäldern ein leitendes Forstorgan zu bestellen.
- Im Ausmaß von mindestens 1000 Hektar und weniger als 3600 ha Waldfläche entweder einen Absolventen der HBLA für Forstwirtschaft oder eines Bakkalaureatsstudiums Forstwirtschaft in beiden Fällen mit Staatsprüfung (Förster) und
- Im Ausmaß von mehr als 3600 Hektar Waldfläche einen Forstakademiker (Diplomstudium) mit Staatsprüfung (Forstwirt)
- Ab einer Waldfläche von 6600 ha sind dem leitenden Forstorgan weitere Forstorgane, wie Forstwirt oder Förster, oder ein Forstwart zur Unterstützung zuzuteilen.

Die leitenden Forstorgane sichern das öffentliche Interesse an der Walderhaltung, stellen die Bewirtschaftung der Wälder auf die Erfordernisse der überbetrieblichen Waldwirkungen ab und gewährleisten die Einhaltung des Forstgesetzes.

### Schweiz
In der Schweiz sind eine abgeschlossene Lehre als Forstwart, 18 Monate Berufspraxis, der Besuch von Grundlagenmodulen und das Bestehen einer Eignungsprüfung Voraussetzung. Die Zusatzausbildung an einem der beiden Bildungszentren Wald in Lyss BE und Maienfeld GR dauert zwei Jahre.

### Finnland
In Finnland werden Förster an Fachhochschulen und an Universitäten ausgebildet. In den acht Fachhochschulen, die forstwirtschaftliche Ausbildung bieten, legen die Studenten des vierjährigen Studiums das Examen metsätalousinsinööri (AMK) (Forstingenieur (FH)) ab. Der Abschluss wird im internationalen Vergleichen Bachelor of Science genannt. An den Universitäten Helsinki und Joensuu legen die Studenten nach dreijährigen forstwissenschaftlichen Studiengängen das Examen maatalous- ja metsätieteiden kandidaatti ab und setzen danach ihre Studien für zwei Jahre bis zum Examen maatalous- ja metsätieteiden maisteri (Magister der Landwirtschaft- und Forstwissenschaften) fort. Im internationalen Vergleich werden diese zwei Examen als Bachelor of Science and Master of Science übersetzt. Die Absolventen des Magisterexamens haben das Recht, den Berufstitel metsänhoitaja (Förster) zu benutzen.
Vor der Einführung des finnischen Fachhochschulsystems in den 1990er Jahren wurden Forstingenieure (metsätalousininööri) und Forsttechniker (metsäteknikko) in forstwirtschaftlichen Lehranstalten ausgebildet. Die Forstingenieurausbildung dauerte vier und die Forsttechnikerausbildung drei Jahre. Die Berufsausbildung von Forstarbeitern (Holzvollernterfahrer und Holzfäller) geschieht in Forstberufsschulen und dauert drei Jahre. Abitur verkürzt die Ausbildungszeit auf zwei Jahre.

## Filmdokumentationen
- Wolfgang Neumann-Bechstein (Regie): Der Förster vom Kellerwald. TV-Dokumentarfilm. HR 2004, 30 Minuten.
- Jenni Rieger (Regie): Der Schwarzwald-Förster. Ein Revier durchs Jahr. TV-Dokumentarfilm in der Reihe Schlaglicht. SWR 2007, 30 Minuten.